# Barrage de Couesques
Le barrage de Couesques est une infrastructure hydroélectrique qui a été construite entre les communes de Campouriez et de Saint-Hippolyte, au village de Couesques, en Viadène, dans le nord de l’Aveyron (Occitanie).
Bâtie le long de la Truyère, l'usine alimente le « deuxième département de France en matière d'énergie hydroélectrique ».

## Histoire
Les travaux ont commencé en 1945, tandis que la mise en service du barrage a eu lieu cinq ans plus tard en 1950.
En 2012, l’exploitant EDF a entrepris la rénovation des batardeaux du barrage de Couesques, les portes qui permettent de détourner provisoirement le flux de la rivière pour réaliser des opérations de maintenance au sec.

## Caractéristiques techniques
Du fait de sa conception architecturale, il est qualifié de barrage voûte ; par ailleurs il fait partie d'un groupement de quinze usines et seize barrages, le groupe d’exploitation hydraulique Lot-Truyère.
Ses caractéristiques techniques sont les suivantes :
- Hauteur : 70 mètres
- Longueur de crête : 272 m
- Largeur de crête : 2,70 m
- Largeur à la base : 11,40 m
- Volume du barrage : 76 000 m3
- Volume de retenue : 56 hm3
- Longueur de retenue : 12 km[4]
- Altitude de la retenue : 295,5 m[5]
- Profondeur maximale de la retenue : 53 m[5]
- Superficie de la retenue : 2,40 km2[5]
- Puissance installée : 120 MW[4]
- Production annuelle moyenne : 280 GWh[6]

## Lac de retenue
Le lac de retenue s'étend sur 2,40 km2 et 12 km de longueur. Outre les communes de Campouriez et Saint-Hippolyte, la retenue baigne également quatre autres communes : Brommat et Lacroix-Barrez en rive droite, ainsi que  Saint-Gervais et Montézic en rive gauche. Elle est alimentée par la Truyère et son affluent le ruisseau de Gouzou, ainsi que par une trentaine de petits ruisseaux, et sert à alimenter par pompage-turbinage la retenue du barrage de Montézic via la centrale de Montézic.

## Galerie

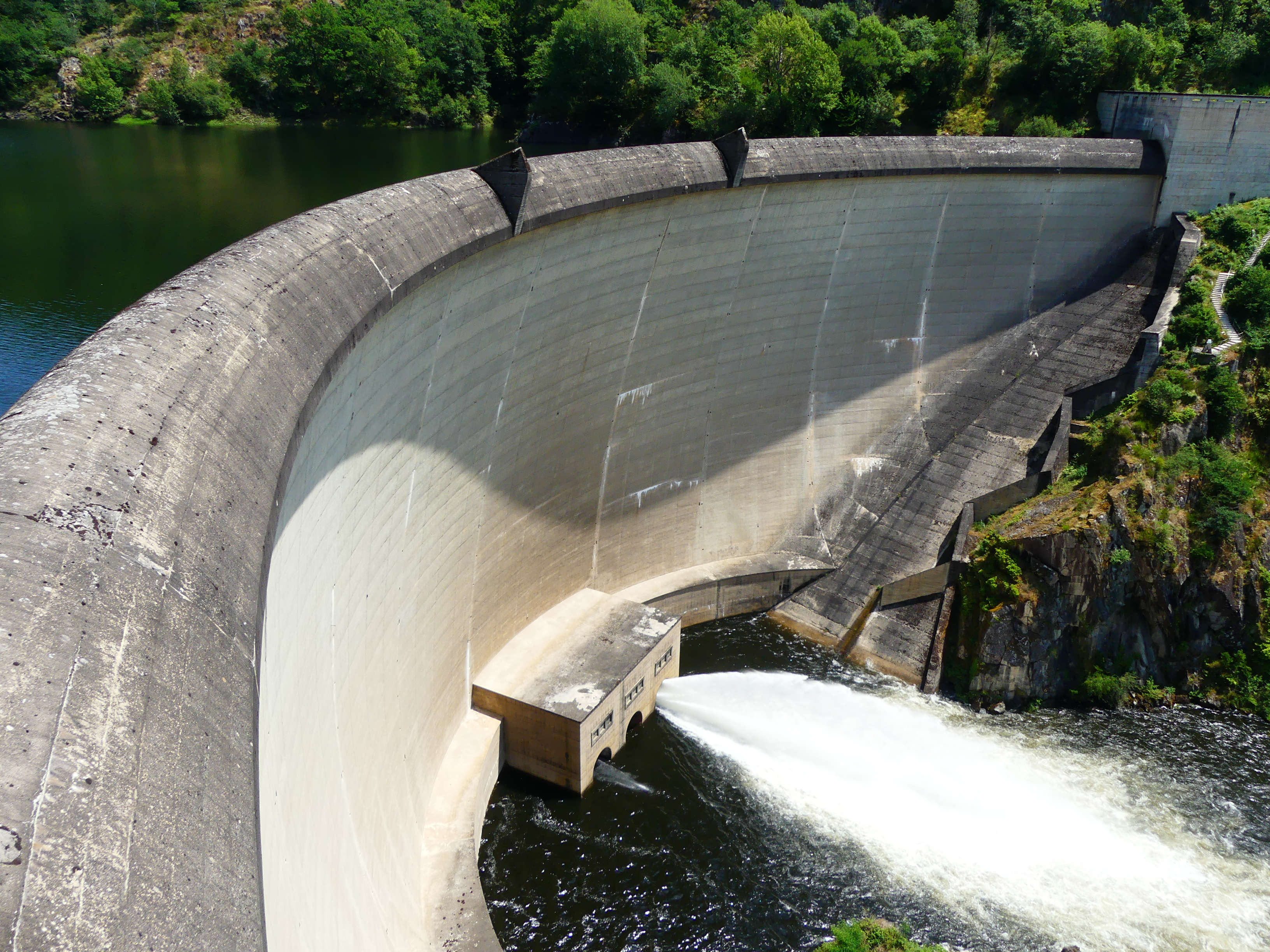
Le barrage-voûte.
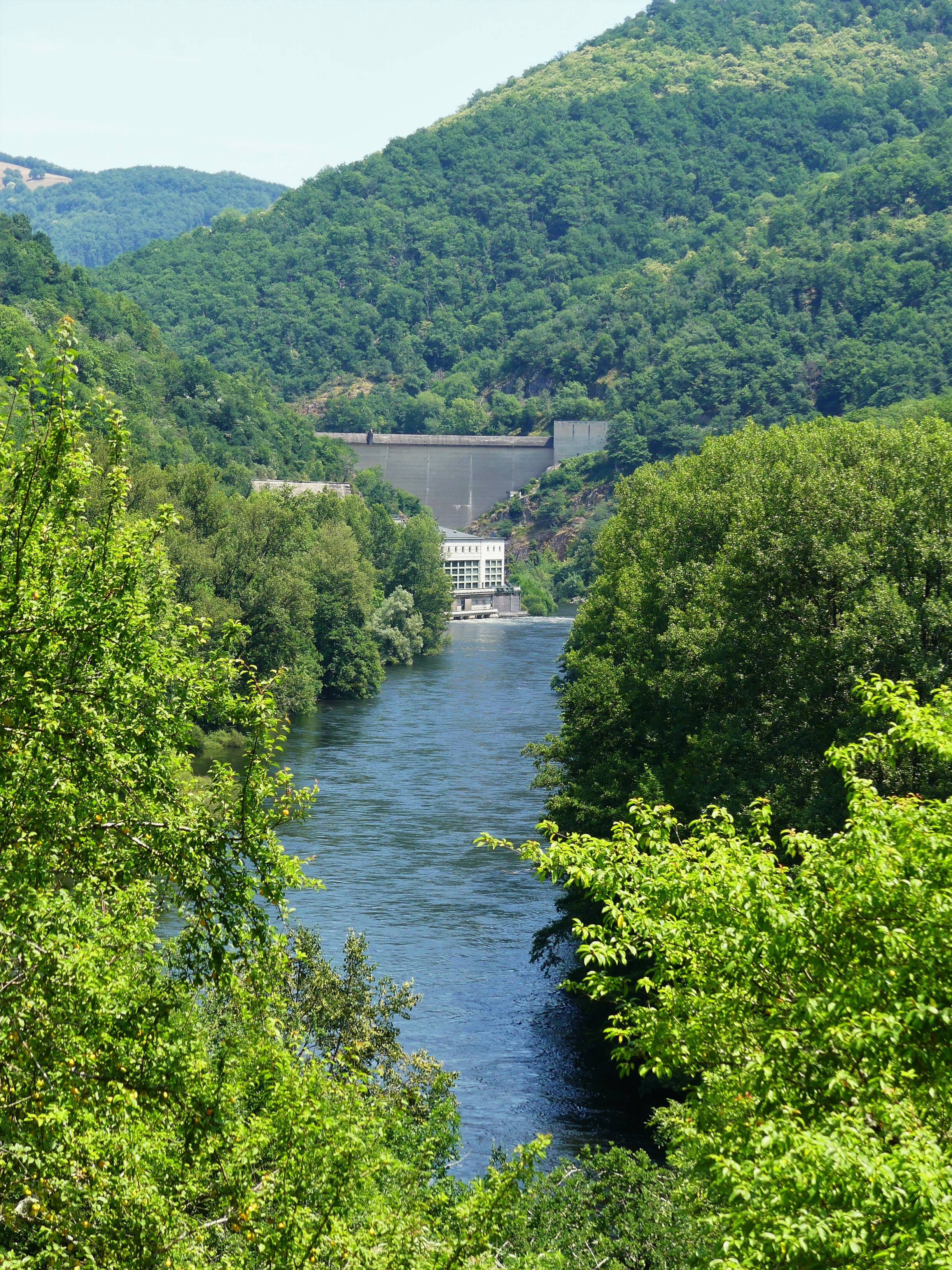
La Truyère à l'aval du barrage.
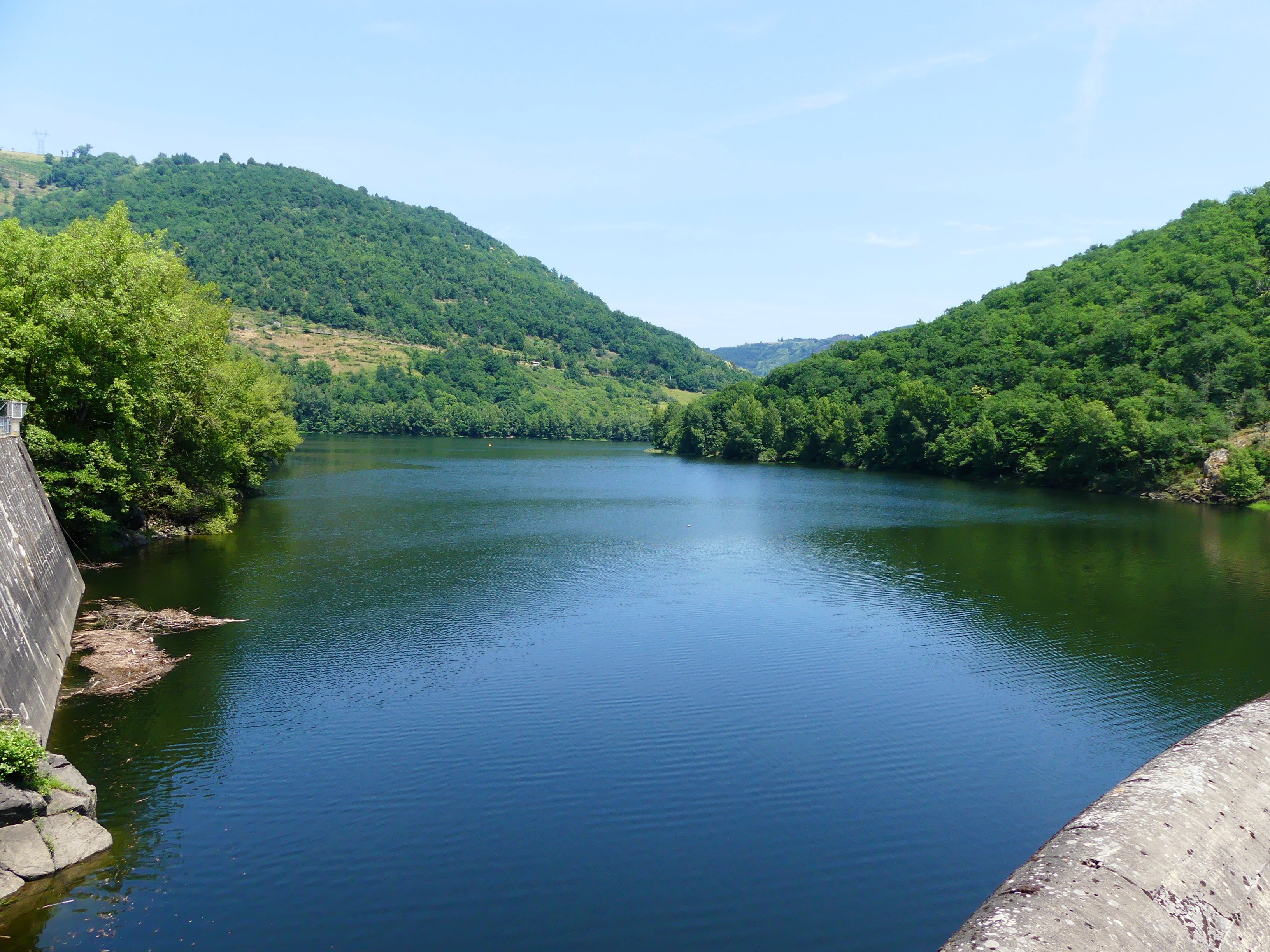
La retenue juste en amont du barrage.